# وادي كوكامونغا
وادي كوكامونغا (بالإنجليزية: Cucamonga Valley)‏ هي منطقة تقع بين لوس انجليس وسان بيرناردينو، في مقاطعة سان بيرناردينو ومقاطعة ريفرسايد، كاليفورنيا، الولايات المتحدة . ويقع الوادي من الشرق من وادي بومونا وهو موقع رئيسي لإنتاج النبيذ.

## الجغرافية

منظر لوادي بومونا وكوكامونغا.